# 44013 Iidetenmomdai
44013 Iidetenmomdai este un asteroid din centura principală de asteroizi.

## Descriere
44013 Iidetenmomdai este un asteroid din centura principală de asteroizi. A fost descoperit pe 1 noiembrie 1997 la Nanyo de Tomimaru Okuni. Asteroidul prezintă o orbită caracterizată de o semiaxă mare de 2,72 ua, o excentricitate de 0,12 și o înclinație de 8,1° în raport cu ecliptica.